# Parafia św. Łukasza Ewangelisty w Poznaniu
Parafia pw. świętego Łukasza Ewangelisty w Poznaniu – parafia rzymskokatolicka znajdująca się w archidiecezji poznańskiej w dekanacie Poznań-Rataje. 
Erygowana 1 stycznia 1984. Mieści się na Osiedlu Rusa. W skład parafii wchodzi osiedle jak i Osiedle Zodiak, Tarasy Malty przy ul. Chartowo 27, Chartowo Tower przy ul. Chartowo 29, dawny dom pielęgniarek przy ul. Szwajcarskiej, bloki przy ul. abpa Walentego Dymka 190, 194, 198, 200 oraz pryz ul. Stefanii Wołynki i ul. Florentyny Luboińskiej. Parafia liczy obecnie około 9500 wiernych. Pierwszym proboszczem był śp. ks. Jan Twardy, który został pochowany na terenie przykościelnym swojej parafii.

## Proboszczowie
- Śp. Ksiądz Kanonik Jan Twardy (od 01.01.1984 do 04.10.2008)
- Ksiądz Proboszcz Krzysztof Wróbel (od 10.2008 do 1.08.2024)
- Ksiądz Proboszcz Doktor Piotr Majchrzak (od 1.08.2024)